# 麥克納里廣場 (亞利桑那州)
麥克納里廣場（英語：McNary Place）是位於美國亞利桑那州亞瓦派縣的一個非建制地區。該地的面積和人口皆未知。

## 地理
麥克納里廣場的座標為34°17′46″N 112°29′28″W / 34.29611°N 112.49111°W，而該地的平均海拔高度為1178米（即3894英尺）。